# Stefan Hildebrandt
Stefan Oscar Walter Hildebrandt (Leipzig, 13 de julho de 1936 – 16 de outubro de 2015) foi um matemático alemão, que trabalhou principalmente com cálculo variacional e equações diferenciais não-lineares.
Obteve um doutorado em 1961 na Universidade de Mainz, orientado por Ernst Hölder, com a tese Funktionalanalytische Methoden zur Behandlung von Rand- und Eigenwertproblemen von stark elliptischen Differentialgleichungssystemen.

## Obras
- com Anthony Joseph Tromba: Mathematics and optimal form. Scientific American Books, New York NY 1985, ISBN 0-7167-5009-0 (em francês: Mathématiques et formes optimales. L'explication des structures naturelles. Pour la Science, Paris 1986, ISBN 2-902918-49-6; em alemão: Panoptimum, Mathematische Grundmuster des Vollkommenen (= Spektrum-Bibliothek. Volume 12). Spektrum der Wissenschaft, Heidelberg 1987, ISBN 3-922508-82-0).
- The calculus of variations today. In: The Mathematical Intelligencer. Volume 11, Nr. 4, 1989, ISSN 0343-6993, p. 50–60, doi:10.1007/BF03025887
- com Ulrich Dierkes, Albrecht Küster, Ortwin Wohlrab: Minimal Surfaces. 2 Volumes. Springer Berlin u. a. 1992, ISBN 978-3-642-11697-1, doi:10.1007/978-3-642-11698-8 (Volume 1), ISBN 978-3-662-08778-7, doi:10.1007/978-3-662-08776-3 (Volume 2)
  - Volume 1: Boundary Value Problems (= Grundlehren der mathematischen Wissenschaften. Volume 295). ISBN 3-540-53169-6;
  - Volume 2: Boundary Regularity (= Grundlehren der mathematischen Wissenschaften. Volume 296). ISBN 3-540-53170-X.
- Umgearbeitete und erweiterte Fassung des vorangegangenen Werkes (3 Volumes):
  - com Ulrich Dierkes e Friedrich Sauvigny: Minimal Surfaces (= Grundlehren der mathematischen Wissenschaften. Volume 339). Springer, Berlin 2010. ISBN 978-3-642-11697-1.
  - com Ulrich Dierkes e Anthony Tromba: Regularity of Minimal Surfaces (= Grundlehren der mathematischen Wissenschaften. Volume 340). Springer, Berlin 2010. ISBN 978-3-642-11699-5.
  - com Ulrich Dierkes e Anthony Tromba: Global Analysis of Minimal Surfaces (= Grundlehren der mathematischen Wissenschaften. Volume 341). Springer, Berlin 2010. ISBN 978-3-642-11705-3.
- com Mariano Giaquinta: Calculus of Variations. 2 Volumes. Springer, Berlin u. a. 1996:
  - Volume 1: The Lagrangian Formalism (= Die Grundlehren der mathematischen Wissenschaften in Einzeldarstellungen. Volume 310). ISBN 3-540-50625-X.
  - Volume 2: The Hamiltonian Formalism (= Die Grundlehren der mathematischen Wissenschaften in Einzeldarstellungen. Volume 311). ISBN 3-540-57961-3.
- com Anthony Tromba: The parsimonious universe. Shape and form in the natural world. Copernicus, New York NY 1996, ISBN 0-387-97991-3 (em alemão: Kugel, Kreis und Seifenblasen. Optimale Formen in Geometrie und Natur. Birkhäuser, Basel u. a. 1996, ISBN 3-7643-5245-0).
- Boundary value problems for minimal surfaces. In: Geometry. Volume 5: Robert Osserman (Ed.): Minimal Surfaces (= Encyclopaedia of Mathematical Sciences. Volume 90). Springer, Berlin 1997, ISBN 3-540-60523-1, p. 153–237.
- com Giuseppe Buttazzo e Mariano Giaquinta: One-dimensional variational problems. An introduction (= Oxford Lecture Series in Mathematics and its Applications. Volume 15). Clarendon Press, Oxford 1998, ISBN 0-19-850465-9.
- Analysis. 2 Volumes. Springer, Berlin u. a. 2002–2003, ISBN 3-540-42838-0, doi:10.1007/3-540-29285-3 (Volume 1), ISBN 3-540-43970-6, doi:10.1007/978-3-642-18972-2 (Volume 2).
- Rheticus zum 500. Geburtstag. Mathematiker - Astronom - Arzt. Edition am Gutenbergplatz, Leipzig 2014, ISBN 978-3-937219-74-5 (= EAGLE, Volume 074)
- com Birgit Staude-Hölder (Eds.): Otto Hölder, Briefe an die Eltern 1878 bis 1887. Berlin - Greifswald - Tübingen - Stuttgart - Leipzig - Göttingen. Edition am Gutenbergplatz, Leipzig 2014, ISBN 978-3-937219-76-9 (= EAGLE, Volume 076)